# Гладіатор (фільм, 1986)
«Гладіатор» (англ. The Gladiator) — американський телевізійний фільм-бойовик 1986 року режисера Абеля Феррари. Фільм знятий для показу на телебаченні.

## Сюжет
Під колесами автомобіля, за кермом якого сидів небезпечний маніяк, загинув Джефф Бентон. Рік, брат Джеффа, клянеться помститися за нього. Він щовечора виходить на вулиці міста, щоб шукати небезпечних водіїв, наздоганяти їх, виносити смертний вирок і приводити вирок у виконання. Але головна його мета — знайти вбивцю свого брата.

## У ролях
| Актор                  | Роль                      |
| ---------------------- | ------------------------- |
| Кен Вол                | Рік Бентон                |
| Ненсі Аллен            | Сьюзен Невілл             |
| Роберт Калп            | лейтенант Френк Мейсон    |
| Стен Шоу               | Джо Баркер                |
| Розмарі Форсайт        | Лоретта Сімпсон           |
| Барт Бреверман         | Ден                       |
| Брайан Роббінс         | Джефф Бентон              |
| Рік Деес               | Гарт майстер              |
| Майкл Янг              | репортер                  |
| Гаррі Бір              | Франклін                  |
| Геррі Гудроу           | п'яниця у кадилаку        |
| Роберт Фален           | Доктор Максвелл           |
| Лінда Торсон           | жінка в класі             |
| Мері Болдуін           | Мері                      |
| Том Бієрдц             | хлопець                   |
| Хосе Флорес            | поліцейський 1            |
| Стефен Ентоні Генрі    | чоловік в класі           |
| Гарі Лев               | менеджер Фаст-Фуду        |
| Жан Мерлін             | чоловік 2 в класі         |
| Джорджі Пол            | літня жінка               |
| Морт Сертнер           | літній чоловік            |
| Джим Вілкей            | водій смертельної автівки |
| в титрах не вказані    |                           |
| Ройс Д. Епплгейт       | Філ                       |
| Дженні Еппер           | жінка у вантажівці        |
| Гелен Келлі            | жінка на барному стільці  |
| Джордж Е. Сак молодший | бармен                    |
| Кріс Сандлі            | поліцейський              |